# Naturrechtstheorie
Die Naturrechtstheorie, auch Eigentumstheorie genannt, ist eine positive Theorie zur Rechtfertigung der staatlichen Gewährung eines – zeitlich begrenzten – Ausschließlichkeitsrechts in Gestalt eines Patents an den Erfinder (oder dessen Rechtsnachfolger) nach § 6Patentgesetz (PatG).

## Bedürfnis nach Rechtfertigung der Patentgewährung
Eine Rechtfertigung der Patentgewährung wird generell für notwendig erachtet, weil Monopole grundsätzlich im Widerspruch zu einem ungehinderten Wettbewerb der Marktteilnehmer stehen, einer der wichtigsten Komponenten der seit Alfred Müller-Armack in der Bundesrepublik Deutschland geltenden und allgemein anerkannten freien und sozialen Marktwirtschaft. Monopole stehen einem freien Wettbewerb als hinderlich entgegen, weil sie einen einzelnen Marktteilnehmer, nämlich den Monopolinhaber, gegenüber anderen Marktteilnehmern bevorteilen.

## Historische Ursprünge der Naturrechtstheorie
Ihren neuzeitlichen Ursprung hat die Naturrechtstheorie in der Zeit der Renaissance, als man das Individuum wiederentdeckte und infolgedessen der Mensch wieder in den Mittelpunkt des Denkens rückte. Es war die Epoche eines Leonardo da Vinci (1452–1519), in der man in den Naturwissenschaften und der Technik zu neuen Erkenntnissen gelangte. Vor diesem Hintergrund ist die damals entstandene, später durch die Philosophie der Aufklärung und durch die Naturrechtslehre weiter verfestigte Überzeugung zu sehen, dass der schöpferische und phantasiereiche Mensch ein natürliches Eigentum an seinen Ideen habe. Die naturrechtliche Vorstellung, dass der geistig Schaffende an seinem Arbeitsprodukt ein natürliches Eigentum erwerbe, fand schließlich in der Französischen Revolution ihre Anerkennung als Menschenrecht und wurde mit folgenden Worten in das Gesetz vom 7. Januar 1791 aufgenommen: Toute découverte ou nouvelle invention est la propriété de son auteur. (deutsch: Jede Entdeckung oder neue Erfindung ist das Eigentum ihres Urhebers.)

## Grundvorstellungen der Naturrechtstheorie
Die Naturrechtstheorie setzt das Recht des Erfinders an seiner Idee fiktiv (siehe oben, Zitat), dem dinglichen Recht des Eigentümers an einer Sache (vgl. § 903 Satz 1 BGB) gleich. Unbestreitbar besteht denn auch eine gewisse Ähnlichkeit zwischen Sachgüterrecht und Immaterialgüterrecht. So ist das Erfinderrecht Vermögensrecht wie das Sacheigentum. Auch hinsichtlich des sozialen Charakters bestehen gewisse Parallelen. Beim Sacheigentumsrecht hat nicht nur das Eigentum als solches – durch Art 14 Abs. 1 GG –, sondern auch seine Sozialkomponente – durch Abs. 2 der vorgenannten Grundrechtsnorm – Verfassungsrang. Dennoch hat der soziale Charakter beim Erfinderrecht eine noch größere Bedeutung. Denn dieses trägt – wegen seiner beschränkten zeitlichen Dauer – von vornherein den Keim in sich, eines Tages für die Allgemeinheit frei zu werden. Dagegen ist das Sacheigentum ein zeitlich unbegrenztes Recht.

## Kritik
Ungeachtet der oben geschilderten Ähnlichkeiten zwischen dem Recht des Erfinders an seiner Idee und dem Recht des Eigentümers an einer Sache ist eine Gleichsetzung der beiden Rechte unter rechtsdogmatischen Gesichtspunkten unrichtig. Denn die beiden Rechtsgegenstände – hier eine Sache, dort ein unkörperliches Gut (die Erfindung) – sind grundverschieden. So besteht schon in der zeitlichen Dauer der Herrschaft, welche die beiden zum Vergleich stehenden Rechte gewähren, ein wesentlicher Unterschied: Das Recht des Erfinders an seiner Erfindung ist durch die einschlägigen Vorschriften des Patentgesetzes zeitlich begrenzt, während das Sacheigentumsrecht ein „ewiges“ Recht ist. Außerdem ist das Erfinderrecht nicht nur Vermögensrecht (wie das Sacheigentumsrecht), sondern zugleich auch Persönlichkeitsrecht, weil zwischen dem Erfinder und seiner geistigen Schöpfung ein eigenartiges, Persönlichkeitselemente enthaltendes Verhältnis besteht.
In der Praxis des Wirtschaftsgeschehens kommt nach alledem weniger der Naturrechtstheorie als vielmehr der Belohnungstheorie und der Anspornungstheorie Bedeutung zu. Dies kommt bereits in einer aus dem Jahre 1955 stammenden Entscheidung des Bundesgerichtshofes zum Ausdruck, wo zwar die alte naturrechtliche Idee vom geistigen Eigentum erneut bekräftigt, zugleich aber von einem „gerechten Lohn“ für den Erfinder gesprochen wird.